# City Girls
City Girls fueron un dúo musical estadounidense de hip hop formado por Yung Miami (nacida como Caresha Romeka Brownlee, 11 de febrero de 1994) y JT (nacida como Jatavia Shakara Johnson, 3 de diciembre de 1992). El dúo es originario de Miami, Florida, y llamó la atención después de hacer una aparición especial sin acreditar en el sencillo de Drake, «In My Feelings». el cual encabezó las listas de éxitos en 2018.
El dúo firmó con Quality Control Music y luego lanzó su mixtape debut, Period (2018); así como dos álbumes de estudio: Girl Code (2018), que generó la certificación Platino de los 40 mejores sencillos de Estados Unidos de la Recording Industry Association of America (RIAA) «Twerk» (con Cardi B) y «Act Up»; y City on Lock (2020).

## Carrera
El nombre del grupo deriva de que la pareja es de Opa-locka y Liberty City, descritos por la revista Complex como "dos de los barrios más rudos de Miami".

### 2017: Primeros comienzos
El dúo grabó su canción de estudio debut, «Fuck Dat Nigga», que era una canción disidente hacia sus exnovios por no darles dinero cuando se lo pidieron. la canción presenta una muestra destacada de "My Neck, My Back (Lick It)" de la también rapera de Florida Khia. Yung Miami lo promocionó a través de las redes sociales y pagando a los DJ para que lo tocaran en los clubes. Pronto, la canción acumuló cientos de miles de reproducciones. El video musical de la canción salió en enero de 2018 y contó con la aparición de la rapera Trina. Más tarde ese año, la pista se incluyó en el álbum recopilatorio de Quality Control, Control the Streets, Volume 1.

### 2018-2019:PeriodyGirl Code
Poco después del lanzamiento de "Fuck Dat Nigga", JT fue arrestada y acusada de robo de identidad agravado y sentenciada a 24 meses en una prisión federal. El juez finalmente acordó retrasar su fecha de entrega. JT comenzó su condena en prisión en julio de 2018 y estaba programada para ser liberada el 1 de marzo de 2020. Mientras JT estuvo encarcelada, Yung Miami continuó promocionando la música del grupo, diciendo: "Cuando ella estaba en la cárcel, iba a clubes de striptease y le pagaba 20 dólares a un DJ para que tocara la canción. Empezó a despegar."
Después de firmar con Quality Control Music, el dúo fue clasificado como los artistas en desarrollo más populares de la semana, según la actividad de medición en las listas de Billboard Hot 100, Social 50 y Billboard 200. En mayo de 2018, City Girls lanzó su mixtape debut, Period, que alcanzó el puesto 16 en el Top Heatseekers el mismo mes. Period también ocupó el puesto 26 en los 30 mejores álbumes de hip-hop de 2018 de Rolling Stone. En julio de 2018, el dúo se lanzó al reconocimiento general después de una función no acreditada en "In My Feelings" de Drake, con Yung Miami apareciendo en el video musical. En agosto de 2018, lanzaron el documental Point Blank Period.
En noviembre de 2018, City Girls lanzó su álbum de estudio debut, Girl Code, que cuenta con las voces de Cardi B, Lil Baby y Jacquees. El álbum debutó en el no. 63 en la lista Billboard 200 emitida el 1 de diciembre de 2018. Los dos sencillos del álbum, "Twerk", con la también rapera Cardi B, y "Act Up", alcanzaron el no. 29 y núm. 26 en el Billboard Hot 100, respectivamente. JT fue transferida a un centro de rehabilitación el 8 de octubre de 2019, 5 meses antes de su liberación programada.

### 2020-2021:City on Locky otros lanzamientos
En septiembre de 2019, Yung Miami le confirmó a Ebro Darden en Beats 1 de Apple Music que el dúo planeaba grabar un nuevo álbum y esperaba lanzarlo a principios de 2020. El 19 de junio de 2020, el segundo álbum de estudio de City Girls, titulado City on Lock , se filtró en su totalidad en línea. JT anunció horas después que el álbum sería lanzado a la medianoche del mismo día. El primer sencillo del álbum, "Jobs", fue lanzado horas antes que el álbum junto con un video musical. El álbum incluye apariciones especiales de Yo Gotti, Doja Cat, Lil Durk y Lil Baby. En marzo de 2021, su canción inédita "Twerkulator" acumuló popularidad en la aplicación de redes sociales TikTok, luego de que la bailarina de 20 años Layla Muhammad coreografiara un baile para la canción. Desde entonces, la canción se ha utilizado más de 1.100.000 veces en la plataforma, con creadores como Charli D'Amelio y Malu Trevejo interpretando el baile; sin embargo, a pesar de esta restauración viral, la canción permaneció inédita ya que la base contiene una muestra de "Planet Rock" de Afrika Bambaataa y Soulsonic Force, que aún no se había aclarado. El 21 de mayo de 2021, se lanzó oficialmente "Twerkulator".
El 29 de octubre de 2021, Yung Miami lanzó su sencillo debut en solitario, "Rap Freaks", junto con su video musical. Una pista sexualmente positiva, donde se hace referencia a varios raperos, incluidos Megan Thee Stallion, Diddy y Meek Mill. Miami explicó que “la canción está mostrando amor a todos los raperos en este momento, no es nada personal. Yo [nombré] a un grupo de los muchachos que están en la cima, eso es genial, eso es genial. Nada es personal, nada es literal, solo me estoy divirtiendo". La canción debutó y alcanzó el puesto 81 en Billboard Hot 100, convirtiéndose en la primera entrada de Yung Miami como solista.

### 2023-2024:Rawy disolución
En octubre de 2023 se publicó el tercer disco del dúo, Raw, que resultó ser un fracaso a nivel comercial. En junio de 2024, Yung Miami confirmó la disolución del dúo, expresando la voluntad de ambas de dedicarse a sus carreras en solitario.

## Vidas personales
JT creció tanto en Carol City como en Liberty City, mientras que Yung Miami creció en Opa-locka. JT ha dicho que "mi madre era adicta" y que "las drogas arruinaron mi infancia". A los 17, actuaban en clubes de striptease, clubes nocturnos y fiestas de barrio. Yung Miami dijo que le encantaba la música trap desde muy joven y le dijo a Rolling Stone: "Mi pequeño novio solía llevarme a la escuela todos los días, así que crecí escuchando mucha música trap". Antes de rapear, Yung Miami era una influencer de Instagram que promocionaba su propia línea de moda.

### Familia
Yung Miami es madre de un hijo nacido en 2013 y una hija nacida en 2019. El padre de su hijo recibió un disparo mortal en 2020. El padre de su hija es el productor discográfico Southside.
El 6 de agosto de 2019, Yung Miami fue víctima de un tiroteo desde un vehículo en movimiento después de salir de Circle House Studios en Miami. Un asaltante desconocido dentro de un automóvil sin luces intentó dispararle a su vehículo, golpeando su Mercedes-Benz G-Class rojo en la rueda de repuesto. Ella no resultó herida.

### Problemas y controversias legales

#### Encarcelamiento de JT
Poco después del lanzamiento de su sencillo debut de 2017, "Fuck Dat Nigga", JT fue arrestada y condenada por robo de identidad agravado por cargos fraudulentos de tarjetas de crédito, y fue sentenciada a 24 meses en una prisión federal. Luego de que se retrasara su fecha de entrega, JT se entregó a las autoridades el 29 de junio de 2018 y comenzó a cumplir su sentencia mientras estaba detenida en FCI Tallahassee en julio de 2018. Estaba programada para ser liberada el 21 de marzo de 2020. Mientras esperaba su liberación, JT fue transferida del FCI Tallahassee a un centro de rehabilitación en Atlanta el 8 de octubre. Durante su estadía en la casa de transición, pudo salir de la casa durante el día para trabajar y visitar a familiares y amigos. Para celebrar su liberación, JT lanzó una canción titulada "JT First Day Out". En la canción, ella grita Yung Miami, rapeando,
"Fui una verdadera perra mucho antes del caso federal / Yung Miami me retuvo, eso es un as de perra / Y si una perra la juzga, es un caso sin resolver".
 Algunas celebridades mostraron su disgusto con el encarcelamiento de la rapera: Trina vestía una camiseta que tenía escrito "Free JT" y Drake publicó en Instagram "Free my shorty". JT fue liberada oficialmente de la custodia federal el 7 de marzo de 2020.

#### Comentarios homófobos de Yung Miami
En 2013, Yung Miami declaró que no querría que uno de sus hijos fuera gay y que lo golpearía si se enteraba de que lo era. En agosto de 2018, Yung Miami estuvo entre varios raperos que enfrentaron críticas luego de la circulación de tuits que había escrito en el pasado que contenían comentarios homofóbicos. Tras el resurgimiento de sus declaraciones, Yung Miami emitió públicamente una disculpa formal a través de una publicación de Instagram.
Aunque se disculpó, Yung Miami se vio envuelta en controversia una vez más el 13 de noviembre cuando duplicó sus declaraciones homofóbicas en una aparición en el programa de radio The Breakfast Club de Power 105.1. Durante la entrevista, el locutor de radio Charlamagne tha God la interrogó con respecto a su controvertido tuit que afirmaba qué haría si descubriera que su hijo era gay. Yung Miami respondió que su tuit anterior no tenía nada que ver con la comunidad LGBTQ y que se trataba específicamente de su hijo. Ella dijo: "Solo estaba hablando de mi hijo. Solo dije que si veía algo gay en mi hijo, lo golpearía". La rapera intentó aclarar lo que realmente había querido decir. Ella elaboró: "Pero eso es como cuando tu mamá dice: 'Si rompes mi mesa, te voy a dar una paliza'". Eso no significa que te va a dar una paliza, solo lo está diciendo". Si bien mantuvo su comentario de que, como madre, no quiere un hijo gay, Yung Miami insistió en que no alberga ningún resentimiento hacia las personas homosexuales. Explicó que pasa mucho tiempo con muchas personas homosexuales, incluidos su primo y su estilista.
Los comentaristas en las redes sociales criticaron de inmediato a la rapera, diciendo que su línea de razonamiento era homofóbica y que los comentarios que hizo en The Breakfast Club eran odiosos y anti-LGBTQ. También se enfatizó que tal castigo corporal todavía está en práctica entre algunos padres que condenan la orientación sexual de sus hijos.

## Discografía

### Álbumes
- Girl Code (2018)
- City on Lock (2020)
- Raw (2023)

### Mixtapes
- Period (2018)

## Premios y nominaciones
| Año  | Premiación             | Categoría           | Trabajo               | Resultado | Ref    |
| ---- | ---------------------- | ------------------- | --------------------- | --------- | ------ |
| 2019 | BET Awards             | Mejor nueva artista | Ellas mismas          | Nominada  | [ 41 ] |
| 2019 | BET Awards             | Mejor grupo         | Ellas mismas          | Nominada  | [ 41 ] |
| 2020 | BET Awards             | Mejor grupo         | Ellas mismas          | Nominada  | [ 42 ] |
| 2019 | BET Hip Hop Awards     | Mejor video Hip-hop | "Twerk" (con Cardi B) | Nominada  | [ 43 ] |
| 2019 | BET Hip Hop Awards     | Canción del año     | "Act Up"              | Nominada  | [ 43 ] |
| 2019 | BET Hip Hop Awards     | Mejor Dúo/Grupo     | Ellas mismas          | Nominada  | [ 44 ] |
| 2019 | Billboard Music Awards | Top Artista de Rap  | Ellas mismas          | Nominada  | [ 45 ] |
| 2020 | Billboard Music Awards | Top Artista de Rap  | Ellas mismas          | Nominada  | [ 46 ] |